# Deutsche Fußball-Amateurmeisterschaft 1965
Deutscher Fußball-Amateurmeister 1965 wurden zum zweiten Mal in Folge die Amateure von Hannover 96. Insgesamt war es der dritte Titel der Niedersachsen in diesem Wettbewerb. Im Finale im Siegener Leimbachstadion siegten die Hannoveraner am 27. Juni 1965 in einer Neuauflage des Vorjahresfinales mit 2:1 gegen den SV Wiesbaden.

## Modus
Die qualifizierten Mannschaften der 16 Landesverbände spielten im K.-o.-System mit Hin- und Rückspiel den 15. Deutschen Amateurmeister aus. Ein Finale entschied über die Meisterschaft.

## Teilnehmende Mannschaften
Für die 16 Landesverbände des DFB nahmen am Wettbewerb teil:
- BC Augsburg (Bayern)
- 1. FC Neukölln (Berlin)
- Blumenthaler SV (Bremen)
- Langenhorner TSV (Hamburg)
- SV Wiesbaden (Hessen)
- 1. FC Köln Amateure (Mittelrhein)
- VfB Lohberg (Niederrhein)
- Hannover 96 Amateure (Niedersachsen)
- Karlsruher SC Amateure (Nordbaden)
- SSV Mülheim (Rheinland)
- SV St. Ingbert (Saarland)
- VfL Oldesloe (Schleswig-Holstein)
- SV 08 Kuppenheim (Südbaden)
- FSV Schifferstadt (Südwest)
- SpVgg Erkenschwick (Westfalen)
- VfB Stuttgart Amateure (Württemberg)

## Achtelfinale
|                        | Gesamt |                     | Hinspiel | Rückspiel |
| ---------------------- | ------ | ------------------- | -------- | --------- |
| SpVgg Erkenschwick     | 5:3    | 1. FC Köln Amateure | 3:2      | 2:1       |
| Hannover 96 Amateure   | 3:1    | VfB Lohberg         | 0:1      | 3:0       |
| SV 08 Kuppenheim       | 3:5    | SSV Mülheim         | 0:0      | 3:5       |
| SV Wiesbaden           | 3:1    | Langenhorner TSV    | 2:0      | 1:1       |
| VfB Stuttgart Amateure | 3:2    | FSV Schifferstadt   | 3:0      | 0:2       |
| Karlsruher SC Amateure | 2:3    | VfL Oldesloe        | 2:2      | 0:1       |
| 1. FC Neukölln         | 2:3    | SV St. Ingbert      | 1:1      | 1:2 n. V. |
| Blumenthaler SV        | 2:9    | BC Augsburg         | 1:3      | 1:6       |

## Viertelfinale
|                        | Gesamt    |              | Hinspiel | Rückspiel |
| ---------------------- | --------- | ------------ | -------- | --------- |
| Hannover 96 Amateure   | (M)2:2(M) | VfL Oldesloe | 1:0      | 1:2 n. V. |
| SpVgg Erkenschwick     | 3:2       | SSV Mülheim  | 1:1      | 2:1       |
| SV St. Ingbert         | 3:5       | SV Wiesbaden | 2:2      | 1:3       |
| VfB Stuttgart Amateure | 3:9       | BC Augsburg  | 2:3      | 1:6       |

## Halbfinale
|              | Gesamt    |                      | Hinspiel | Rückspiel |
| ------------ | --------- | -------------------- | -------- | --------- |
| BC Augsburg  | (M)2:2(M) | Hannover 96 Amateure | 2:1      | 0:1 n. V. |
| SV Wiesbaden | 3:2       | SpVgg. Erkenschwick  | 1:1      | 2:1       |

## Finale
| Hannover 96 (Amateure)                             | Hannover 96 (Amateure) | SV Wiesbaden | SV Wiesbaden |
| -------------------------------------------------- | --- | --- | ------------ |
| Hannover 96 (Amateure)                             | \| Sonntag, 27. Juni 1965 in Siegen (Leimbachstadion) \| \| Ergebnis: 2:1 (1:0) \| \| Zuschauer: 8.000 \| \| Schiedsrichter: Helmut Fritz (Oggersheim) \|                                                        | \| Sonntag, 27. Juni 1965 in Siegen (Leimbachstadion) \| \| Ergebnis: 2:1 (1:0) \| \| Zuschauer: 8.000 \| \| Schiedsrichter: Helmut Fritz (Oggersheim) \|  | SV Wiesbaden |
| Hannover 96 (Amateure)                             | Rainer Steinbach – Helmut Thomassek, Wilfried Fricke – Hannes Baldauf, Helmut Hennemann, Rainer Stiller – Heinz Bode, Hans-Jürgen Mumme, Karl-Heinz Esch, Hans Dittmann, Michael Ferenz Cheftrainer: Hannes Kirk | Rudi Stierstorfer – Stachowiak, Kernen – Janos Mikulas, Dieter Kuhn, Matzke – Rolf Bertram, Schmidt, Günter Haas, Berger, Uygun Cheftrainer: Nicht bekannt | SV Wiesbaden |
| Hannover 96 (Amateure)                             | 1:0 Esch (7.) 2:1 Esch (67.) | 1:1 Bertram (59.) | SV Wiesbaden |
| Sonntag, 27. Juni 1965 in Siegen (Leimbachstadion) | | |              |
| Ergebnis: 2:1 (1:0)                                | | |              |
| Zuschauer: 8.000                                   | | |              |
| Schiedsrichter: Helmut Fritz (Oggersheim)          | | |              |

## Quelle
- Hardy Grüne: Enzyklopädie des deutschen Ligafußballs. Band 2: Bundesliga & Co. 1963 bis heute. 1. Liga, 2. Liga, DDR Oberliga. Zahlen, Bilder, Geschichten. AGON Sportverlag, Kassel 1997, ISBN 3-89609-113-1.
- Amateurmeisterschaften, auf hannover96.de, abgerufen am 27. Dezember 2012